# Karina Sørensen
Karina Sørensen (* 22. Februar 1980) ist eine dänische Badmintonspielerin. 

## Karriere
Nach fünf Titeln im Nachwuchsbereich und einem Titel bei der Badminton-Junioreneuropameisterschaft gewann sie 2000 die Dutch International und die Portugal International gefolgt von den Norwegian International und Iceland International 2001. 2003 siegte sie bei den Italian International und den Cyprus International. 2009 war sie zweimal bei den Slovak International erfolgreich.

## Sportliche Erfolge
| Saison    | Veranstaltung                                    | Disziplin   | Platz | Name                                                |
| --------- | ------------------------------------------------ | ----------- | ----- | --------------------------------------------------- |
| 1991/1992 | Dänemark: Einzelmeisterschaften der Junioren U13 | Mixed       | 1     | Jonas Lyduch, Greve / Karina Sørensen, Hvidovre     |
| 1991/1992 | Dänemark: Einzelmeisterschaften der Junioren U13 | Damendoppel | 1     | Karina Sørensen, Hvidovre / Michala Ahn, Skovshoved |
| 1996/1997 | Dänemark: Einzelmeisterschaften der Junioren U17 | Mixed       | 1     | Mathias Boe, Odense / Karina Sørensen, Hvidovre     |
| 1998/1999 | Dänemark: Einzelmeisterschaften der Junioren U19 | Damendoppel | 1     | Helle Nielsen, Greve / Karina Sørensen, Hvidovre    |
| 1998/1999 | Dänemark: Einzelmeisterschaften der Junioren U19 | Mixed       | 1     | Mathias Boe, Odense / Karina Sørensen, Hvidovre BK  |
| 1999      | Junioren-Europameisterschaft                     | Damendoppel | 2     | Helle Nielsen / Karina Sørensen                     |
| 1999      | Junioren-Europameisterschaft                     | Mixed       | 1     | Mathias Boe / Karina Sørensen                       |
| 2000      | Dutch International                              | Mixed       | 1     | Mathias Boe / Karina Sørensen                       |
| 2000      | Portugal International                           | Mixed       | 1     | Mathias Boe / Karina Sørensen                       |
| 2001      | Norwegian International                          | Mixed       | 1     | Tommy Sørensen / Karina Sørensen                    |
| 2001      | Norwegian International                          | Damendoppel | 1     | Karina Sørensen / Julie Houmann                     |
| 2001      | Iceland International                            | Mixed       | 1     | Thomas Laybourn / Karina Sørensen                   |
| 2001/2002 | EBU Circuit                                      | Damendoppel | 1     | Karina Sørensen                                     |
| 2002      | Dutch International                              | Damendoppel | 2     | Tine Høy / Karina Sørensen                          |
| 2002      | Iceland International                            | Mixed       | 1     | Peter Steffensen / Karina Sørensen                  |
| 2003      | Cyprus International                             | Mixed       | 1     | Simon Mollyhus / Karina Sørensen                    |
| 2003      | Cyprus International                             | Damendoppel | 1     | Karina Sørensen / Mette Melcher                     |
| 2003      | Italian International                            | Mixed       | 1     | Jesper Hovgaard / Karina Sørensen                   |
| 2009      | Slovak International                             | Mixed       | 1     | Mark Philip Winther / Karina Sørensen               |
| 2009      | Slovak International                             | Damendoppel | 1     | Maria Lykke Andersen / Karina Sørensen              |